# سالن کیتی
سالُن کیتی (انگلیسی: Salon Kitty) یک فیلم درام جنگی و اِروتیک ایتالیایی به کارگردانی تینتو براس است که در سال ۱۹۷۶ منتشر شد.

## بازیگران
- هلموت برگر
- اینگرید تولین
- تریزا آن ساووی
- جان استاینر
- استفانو ساتا فلورس
- پائولا سناتوره
- جان آیرلند
- تینا امون
- لوچانو روسی
- مالیسا لونگو
- جیجی بالیستا
- جان بارتا
- آنی راس
- جانکارلو بادسی
- پاتریتسیا وبلی
- توم فلگی
- سارا اسپراتی
- مارگریتا هوروویتس
- سالواتوره باکارو
- بکیم فمیو
- ماریا میکی
- رزماری لینت
- ماریا رزاریا روئیتسی
- پائولا مائیولینی